# Carl Oliver
Carl Oliver (* 30. Januar 1969 auf Andros) ist ein ehemaliger bahamaischer Sprinter.
Der Spezialist für die 400-Meter-Strecke startete bei den Olympischen Spielen 1996 in Atlanta im Einzelwettbewerb, schied aber schon im Vorlauf aus. Mit der 4-mal-400-Meter-Staffel belegte er den siebten Platz.
Bei den Weltmeisterschaften 1999 inn Sevilla kam er mit der Staffel auf den sechsten und bei den Olympischen Spielen 2000 in Sydney auf den vierten Platz. Mit der Disqualifikation der US-amerikanischen Staffel 2008 wegen der Dopingvergehen von Antonio Pettigrew rückte das Team auf den Bronzerang vor.

## Persönliche Bestzeiten
- 300 m: 33,15 s, 30. Juli 2001, Calgary
- 400 m: 46,17 s, 25. Juni 1999, Bridgetown